# 스코틀랜드 교회

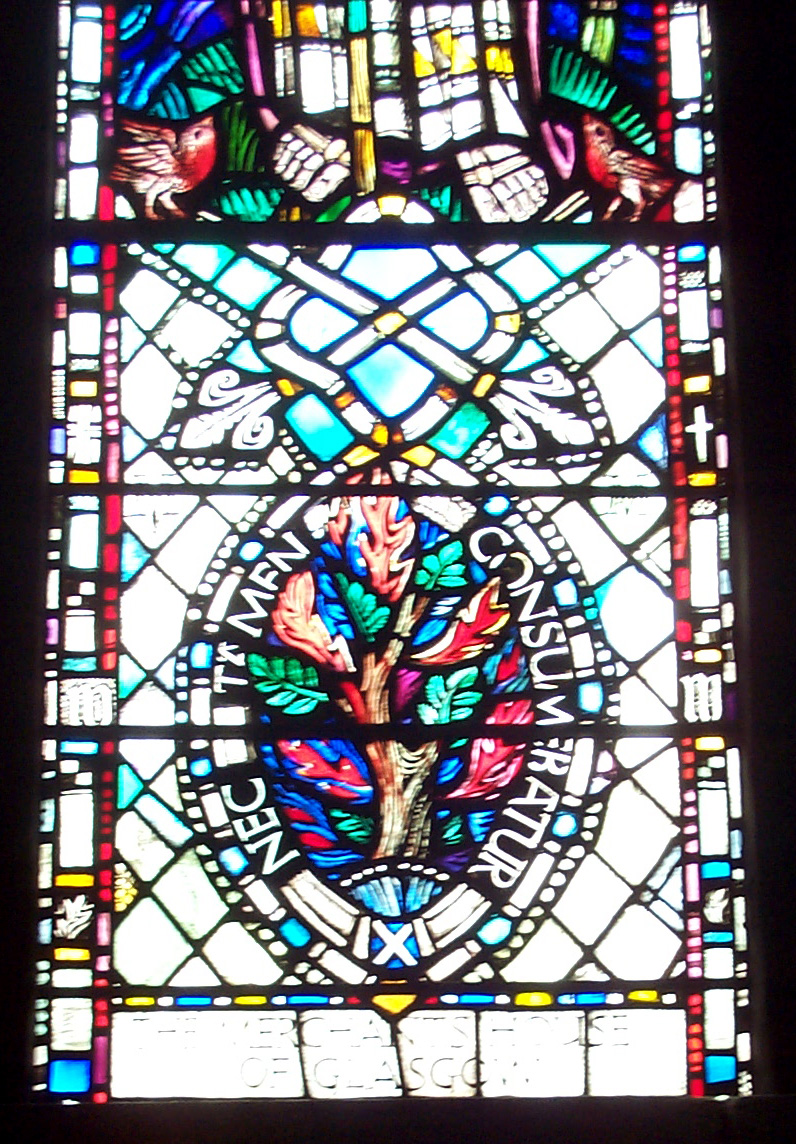

스코틀랜드 교회(영어: The Church of Scotland, 스코트어: The Scots Kirk, 스코틀랜드 게일어: Eaglais na h-Alba)는 스코틀랜드의 대표적인 장로교 교회이다. 스코틀랜드 종교개혁의 결과물이다.

## 같이 보기
- 존 녹스
- 앤드류 멜빌